# Opstand
Een opstand of rebellie is het in verzet komen tegen een autoriteit. Een opstand kan zich uiten in diverse vormen van gedrag, variërend van burgerlijke ongehoorzaamheid tot gewapend verzet. Een opstand is te onderscheiden van enerzijds banditisme en anderzijds een revolutie. Banditisme en meer specifiek het sociaal banditisme van Hobsbawm kan in bepaalde omstandigheden overgaan of opgaan in een opstand. Een opstand – waarbij de bestaande sociaal-politieke structuur intact blijft – kan op zijn beurt weer overgaan in een revolutie, waarbij die structuur wel verandert, veelal door een achterliggende ideologie.
Iemand die in opstand komt heet opstandeling of rebel. Een lokale opstand wordt wel oproer genoemd. Een deelnemer aan een oproer is een oproerling, een aanstichter ervan een oproerkraaier.
Opstanden zijn gedurende de geschiedenis zeer veelvuldig voorgekomen als reactie op onder meer onderdrukking, overheersing, economische crises en natuurrampen. Hoewel opstanden overal voorkwamen, lijkt China, onder meer volgens Deng, hier een uitzonderlijke plaats in te nemen door het schijnbare structurele karakter. Opstanden kwamen in China vaker, heftiger en langduriger voor dan in de rest van de wereld en bleken daarbij in staat om regimes omver te werpen zonder de bestaande sociaal-politieke structuur te veranderen, iets wat elders zelden succesvol was. Zo eindigden de dynastieën van de Qin, Westelijke Han, Oostelijke Han, Sui, Yuan, Ming en Qing, terwijl ook binnen dynastieën vele regimes door opstanden aan hun einde kwamen, zonder dat hierbij de staat wezenlijk veranderde.

## Recht van opstand
Het recht van opstand is door velen zowel verdedigd als betwist vanuit verschillende gezichtspunten. Zo gold in China het Hemels Mandaat slechts als de door de Hemel verkozen en gezegend keizer deugdig heerste. Als dit niet zo was dan gaf de Hemel het mandaat aan iemand anders en werd deze keizer. Dit patroon van het verkrijgen en weer verliezen van het Hemels Mandaat werd regelmatig gebruikt om machtsovernames te rechtvaardigen.
De rechtvaardige oorlog (bellum iustum) was een Romeins concept dat in de christelijke traditie geïntegreerd werd door Augustinus (354-430). Met het Decretum Gratiani (1140) van Gratianus werd het onderdeel van het canoniek recht. Thomas van Aquino (1225-1274) werkte dit verder uit. Drie kenmerken stonden centraal: de oorlog moest worden verklaard door een legitieme autoriteit, worden gevoerd voor een rechtvaardig doel, en met een juiste intentie. Aquino beperkte zich niet tot de strijd tussen staten, maar stelde dat een tiranniek regime, geleid door eigenbelang, volgens dezelfde principes omvergeworpen mocht worden.
In de Vroegmoderne Tijd in Europa zijn het allereerst de protestanten die hierover ideeën ontwikkelen onder invloed van onderdrukking. Zo veranderde Calvijn van standpunt over gehoorzaamheid aan de monarch in zijn uitleg van het boek Daniël in 1561. Daarin stelde hij dat aardse vorsten hun macht verspelen als ze tegen God in opstand komen. Calvijn was echter erg voorzichtig en riep niet op tot verzet. Verzet was voorbehouden aan magistraten, voor alle anderen was het een misdaad.
Desondanks ontwikkelden de monarchomachen, hugenootse juristen, het idee van volkssoevereiniteit. Na de Bartholomeusnacht van 1572 werd dit uitgewerkt tot de theorie uit van tirannicide of tirannenmoord waarin zij zich keerden tegen de absolute monarchie. Hotman (1524-1590) stelde dat koningen altijd al aan werden gewezen door een volksvergadering en dat als zij zich aan de wet onttrokken, verzet gerechtvaardigd was.
Een andere monarchomach, Mornay (1549-1623) schreef mogelijk Vindiciae contra tyrannos (1579), de verdediging van de vrijheid tegen tirannen. Dit was een belangrijke stap in de protestantse visie op burgerlijke ongehoorzaamheid. Deze tekst beïnvloedde Villiers bij het schrijven van de Apologie van Willem van Oranje (1580). De apologie vormde weer de basis voor het Plakkaat van Verlatinghe van 1580 waarin de Staten-Generaal verklaarden dat hun vorst, Filips II, hun vrijheden en rechten had geschonden en verklaarden hem vervallen van de troon.

## Vormen van opstand
Opstand kan zich op verschillende niveaus van intensiteit en omvang voordoen, van lokaal oproer tot een burgeroorlog:
- Burgerlijke ongehoorzaamheid, geweldloos verzet, zoals in Brits India door Mahatma Gandhi en in Nederland bij de Februaristaking, en blokkadeacties tegen transporten van radioactief afval, waarbij actievoerders zich vastketenen aan rails, wegen of vervoermiddelen.
- Muiterij van lagere militairen of zeelieden tegen hun meerderen, bijvoorbeeld de muiterij op de Bounty, de Muiterij van Sepoy en de muiterij op de Potjomkin.
- Een verzetsbeweging tegen buitenlandse overheersers, zoals door het Fretilin in Oost-Timor en door de Vietcong in Zuid-Vietnam.
- Een revolutie of snelle omverwerping van het gezag, zoals de Oktoberrevolutie in Rusland en de Franse Revolutie.
- Een guerrilla-oorlog tegen de machthebbers, zoals in Cuba door Fidel Castro en Che Guevara en in Peru door de guerrillabeweging Lichtend Pad.
- Een complete oorlog, zoals de Opstand van Warschau en de Opstand in de Vendée waarbij honderdduizenden omkwamen.

Een volledig sluitende indeling is uiteraard onmogelijk; vooral langdurige opstanden wisselen qua karakter en verspreiding.